# Алпаїдзе Галактіон Єлисейович
Галактіон Єлисейович Алпаїдзе (груз. გალაქტიონ ელისეს ძე ალფაიძე; *7 листопада 1916 — 2 травня 2006) — радянський військовик, Герой Радянського Союзу (1945). Депутат Верховної Ради СРСР 2 скликання. Генерал-лейтенант.

## Біографія
Народився 7 листопада 1916 року в селі Курсеби (нині мхаре Імеретія Грузії) у селянській родині. Грузин. Освіта середня. Працював електротехніком.
У 1938—1940 роках вчився у Тбіліському артилерійському училищі.
На фронтах німецько-радянської війни з жовтня 1941 року. Під кінець війни у званні майора командував 972-м артилерійським полком (113-а стрілецька дивізія, 57-а армія, 3-й Український фронт). Особливо відзначився у березні 1945 року.
З 6 по 11 березня на південно-схід від озера Балатон (Угорщина), 972-й артилерійським полк під командуванням майора Алпаїдзе відбив 13 танкових атак з піхотою противника, знищивши 10 танків і САУ, 23 вогневі точки, придушив вогонь 6 артилерійських батарей противника та втримав захоплений рубіж. Галактіон Алпаїдзе особисто керував вогнем прямим наведенням. Зазнавши трьох поранень упродовж доби 10 березня 1945 року, не полишав свого посту, і лише за наказом був винесений з поля бою.
Після війни служив в армії.
Був депутатом Верховної Ради СРСР 2 скликання (1946—1950 роки). Закінчив Військову артилерійську академію та Військову академію Генштабу.
З 1975 року генерал-лейтенант Алпаїдзе у запасі. Жив у Москві.
Помер 2 травня 2006 року.

## Нагороди
28 квітня 1945 року Галактіону Єлисейовичу Алпаїдзе присвоєно звання Героя Радянського Союзу.
Також був нагороджений:
- орденом Леніна,
- 2-ма орденами Червоного Прапора
- орденом Олександра Невського
- орденом Вітчизняної війни 1 ступеня
- орденом Трудового Червоного Прапора
- 4-ма орденами Червоної Зірки
- медалями.